# Mu Persei
Mu Persei (51 Persei) é uma estrela na direção da constelação de Perseus. Possui uma ascensão reta de 04h 14m 53.86s e uma declinação de +48° 24′ 33.7″. Sua magnitude aparente é igual a 4.12. Considerando sua distância de 723 anos-luz em relação à Terra, sua magnitude absoluta é igual a 1.26. Pertence à classe espectral G0Ib....